# Raúl Castaño Escobar
Raúl Castaño Escobar (Ubaté, Cundinamarca, Colombia, 23 de mayo de 1956) es un músico y compositor de música colombiana. Considerado uno de los mejores intérpretes en el ámbito de la música tradicional en Colombia. Especialmente célebre por sus interpretaciones de Luis Antonio Calvo, Gentil Montaña, Francisco Cristancho y José Alejandro Morales entre otros compositores de la música andina colombiana. Ganador del Festival Mono Núñez en 1998 como mejor intérprete de la obra inédita A Mi Tiple del maestro Guillermo Amado Gracia y Miembro Honorario de la Academia Colombiana de Música desde el año 2015.

## Biografía
De padres colombianos, nace en una numerosa familia en Ubaté, Cundinamarca el 23 de mayo de 1956. Al llegar a Bogotá, ingresa a tomar clases de piano desde temprana edad con la maestra húngara, Margarita Bomersbach, demostrando gran talento y ocupando siempre un lugar destacado en las audiciones musicales anuales. En el año 1970 muere su padre, el médico Pablo Castaño, y se ve en la obligación de trabajar para apoyar a su familia. Lo hace en un colegio femenino en Bogotá, dirigido por religiosas, donde se desempeñaría como profesor de música por más de seis años.
A la edad de catorce años, Raúl Castaño era un prodigio musical. Interpretando el piano en el colegio y el órgano en la iglesia, llega a acompañar diferentes conciertos y ceremonias de música sacra. Durante esta época fundó un coro infantil con el fin de solemnizar las ceremonias religiosas, y es así como solidifica el principio de una larga trayectoria como Maestro de Música.
En el año de 1976, es contratado como músico demostrador de instrumentos por Promúsica (Importadora de Instrumentos Yamaha). Su talento y precocidad, definieron una carrera que rápidamente lo perfiló como el más joven intérprete musical de órganos electrónicos en Colombia.
Su perspicaz entendimiento de la incursión de instrumentos electrónicos en el ámbito musical y el amplio conocimiento de la música tradicional colombiana, lo lleva a participar en diferentes festivales nacionales e internacionales y a comenzar su carrera pública.
Su cercana amistad con maestros de la música colombiana, como, Jaime Llano González, Ruth Marulanda Salazar, Víctor Hugo Ayala, Carlos Renán González, Guillermo Amado, Mauricio Rangel, Fernando “el Chino” León y muchos otros, lo han llevado a profundizar en temas clásicos de nuestra música y a convertirse en embajador de la música tradicional colombiana dentro y fuera del país.
Sus fuertes lazos con la comunidad musical nacional, transformaron sus “Tertulias Musicales” ofrecidas en la academia de música de su propiedad, cada año, en un lugar de encuentro de grandes músicos, intérpretes, críticos y melómanos de la música colombiana, y en una plataforma de jóvenes intérpretes durante los últimos 20 años.